# Edmanovo odbourávání

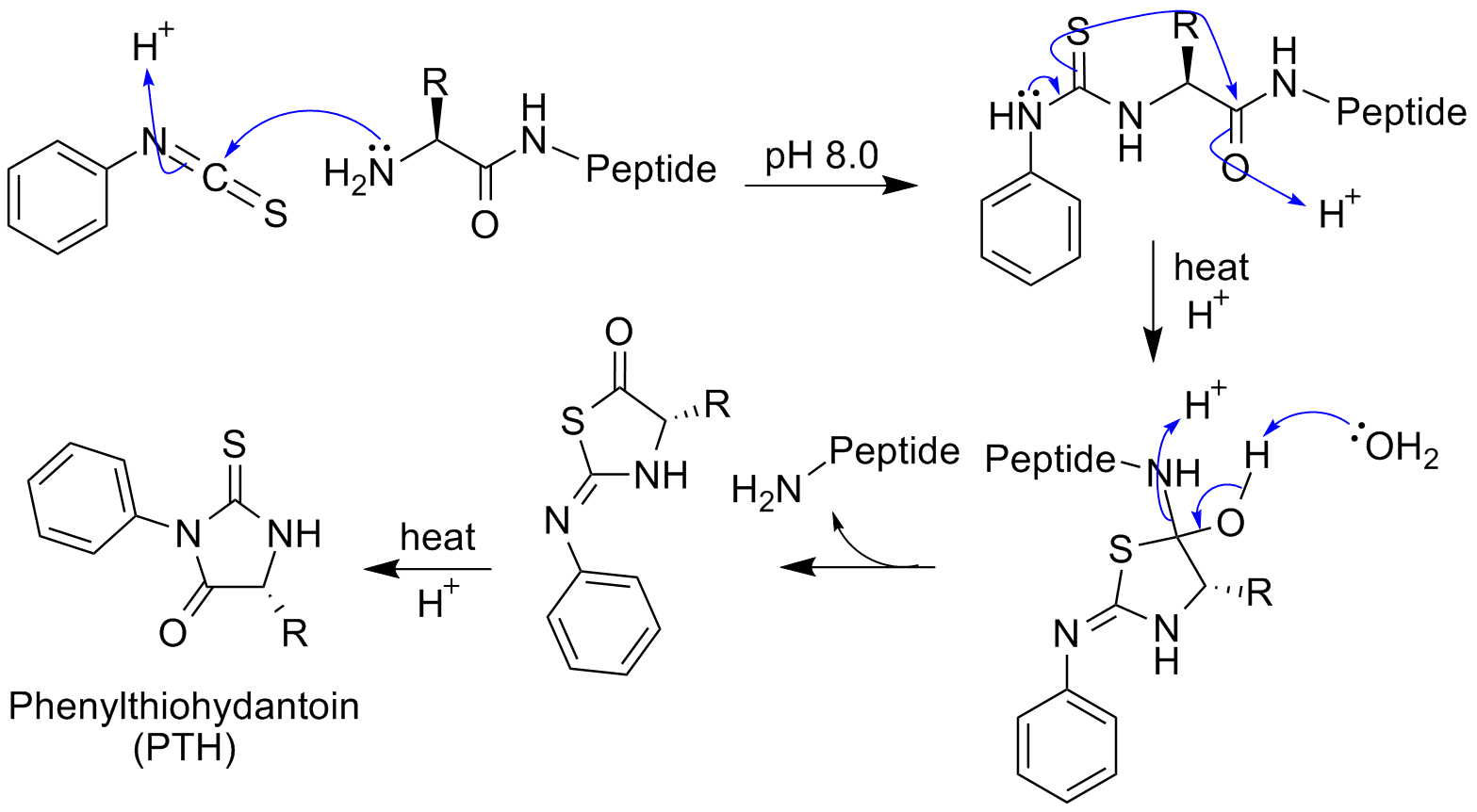
Edmanovo odbourávání, schéma chemických reakcí

Edmanovo odbourávání je metoda sekvenování proteinů (určení sekvence aminokyselin v rámci jejich polypeptidového řetězce), vyvinutá na počátku 50. let 20. století Pehrem Edmanem. Při Edmanově odbourávání dochází ke specifické reakci fenylisothiokyanátu (PITC) s N-koncovou aminokyselinou, načež je možné tuto koncovou aminokyselinu pomocí kyseliny fluorovodíkové odštěpit v podobě cyklického thiazolinonu. Ten je možné převést na stabilnější produkt a následně tuto látku analyzovat (určit, o jakou aminokyselinu se jednalo, a to např. pomocí TLC, elektroforeticky či kombinací HPLC s hmotnostní spektrometrií).
Výhodou Edmanova odbourávání (ve srovnání s jinými činidly reagujícími s N-koncem) je skutečnost, že je možné tento proces několikrát opakovat a postupně od N-konce sekvenovat poměrně dlouhý (až 60-70 aminokyselin) polypeptid.